# Park Narodowy Burren
Burren National Park (irl. Páirc Náisiúnta na Boirne) – park narodowy w Irlandii, położony w hrabstwie Clare, obejmuje część największego na Wyspach Brytyjskich obszaru krasowego.
Powierzchnia 1673 ha, ochronie podlegają formy krasu podziemnego i powierzchniowego. Osobliwością Burren jest wyjątkowy w skali Europy świat roślinny. Wyjątkowość polega na tym, że występują tu jednocześnie gatunki charakterystyczne dla obszarów arktycznych, alpejskich oraz śródziemnomorskich np. pewne gatunki z rodziny storczykowatych, a także wiele gatunków endemicznych.